# Alfonso Pexegueiro
Alfonso Pexegueiro González (Angoares, Puenteareas, 19 de abril de 1948) es un escritor gallego.

## Trayectoria
Inició su actividad literaria en Galicia en 1975 como fundador del Grupo Rompente. Entre 1976 y 1978 trabajó en la redacción de la revista infantil y juvenil Vagalume. Fundó en 1980 junto con otros escritores la Asociación de Escritores en Lengua Gallega de la que fue secretario hasta junio de 1985. Como secretario de la AELG, coordinó la revista Escrita e impulsó el I Congreso de Escritores en Lengua Gallega, así como Galeusca, encuentros de escritores vascos, catalanes y gallegos. Dio numerosos recitales de poesía. Colaboró en prensa con artículos de opinión, y sobre arte y literatura. De 1985 a 2000 vivió en Barcelona . Actualmente reside en Galicia.

## Obras en gallego

### Poesía
- Seraogna (Grupo Rompente, 1976;[1] 2ª edición: Biblioteca das Letras Galegas, Xerais, 1997).[2]
- Mar e naufraxio (Cíes, 1978).
- Círculos de auga (Akal, 1979).
- O pabellón das hortensias azuis, (Edición de autor, 1983).
- A illa das mulleres loucas (Llibres del Mall, edición bilingüe catalán-galego, 1984;[3] castelán-galego, 1986[4]), (Galaxia, 2004. Con CD música de Anxo Pintos (zanfona) e Quico Comesaña (arpa)).
- ¿Serán os cisnes que volven? (Xerais, 1995).
- Hipatia (Xerais, 1998).
- Blasfemias de silencio (inclúe: Círculos de auga, 1979; Mar e naufraxio, 1978; O pabellón das hortensias azuis, 1983; ¿Serán os cisnes que volven?, 1995; O reiseñor dos Balcáns, 1999) (Xerais, 2000). Publicado polo Concello de Ponteareas en 2018: Blasfemias de silencio (De Seraogna aos Balcáns).[5]
- O lago das garzas azuis (Conto de Europa, Nenos de África), con debuxos de Xosé Freixanes (Xerais, 2005). Editado en castelán por Lumen en 1994.[6]

### Narrativa
- Relatos para salferir (Xerais, 1981), co título El Desert de Nabalpam (Llibres del Mall, 1985),[7] e co título O deserto de Nabalpam (Espiral Maior, 2003).
- Fantasía (extracto) do xefe dos lagartos, carpeta co pintor Xosé Freixanes (1988).
- Desatinos dun maldito (Xerais, 1991).

### Teatro
- Lapsus (Axóuxere, 2014).

### Obras colectivas
- Escolma de poesía galega (1976-1984), 1984, Sotelo Blanco.
- Erato bajo la piel del deseo, 2010, Sial Ediciones. En edición bilingüe galego-castelán.

## Obras en castellano

### Narrativa
- Dados blancos (Caballo de Troya, 2004 ).
- Mañana vino a verme la luna de los pájaros grandes(Lumbría, 2023)

### Poesía
- Rizo y Riza Un brindis por la duda (Lumbría, 2022).

## Premios
- Premio de la Crítica de Galicia en 1978 por Mar e naufraxio.
- Premio Fervenzas Literarias al mejor libro de teatro de 2014, de Lapsus.